# NRJ Music Award de la chanson internationale de l'année
Le prix de la Chanson internationale de l'année est une récompense musicale décernée lors des NRJ Music Awards. 

## Bilan
C'est Rihanna et Shakira qui ont le plus de récompenses pour la chanson internationale de l'année avec 3 trophées chacune. Rihanna a gagné 3 awards sur 3 années consécutives.
| Artistes            | Récompenses | Année               |
| ------------------- | ----------- | ------------------- |
| Shakira             | 3           | 2003, 2006 et 2011  |
| Rihanna             | 3           | 2007, 2008 et 2009  |
| Maroon 5            | 2           | 2005 et 2018        |
| Lou Bega            | 1           | 2000                |
| Anastacia           | 1           | 2001                |
| Geri Halliwell      | 1           | 2002                |
| Blue                | 1           | 2004                |
| Elton John          | 1           | 2004                |
| The Black Eyed Peas | 1           | 2010                |
| Freshlyground       | 1           | 2011                |
| Adele               | 1           | 2012                |
| Psy                 | 1           | 2013                |
| Katy Perry          | 1           | 2013 (15th Edition) |
| Sia Furler          | 1           | 2014                |
| Charlie Puth        | 1           | 2015                |
| Wiz Khalifa         | 1           | 2015                |
| Justin Bieber       | 1           | 2016                |
| Shawn Mendes        | 1           | 2019                |
| Camila Cabello      | 1           | 2019                |
| Master KG           | 1           | 2020                |
| Nomcebo Zikode      | 1           | 2020                |
| Ed Sheeran          | 1           | 2021                |
| Harry Styles        | 1           | 2022                |
| Miley Cyrus         | 1           | 2023                |

## Palmarès
| Année                | Artiste                                                    |
| -------------------- | ---------------------------------------------------------- |
| 2000                 | Lou Bega - Mambo No. 5                                     |
| 2001                 | Anastacia - I'm Outta Love                                 |
| 2002                 | Geri Halliwell - It's Raining Men                          |
| 2003                 | Shakira - Whenever, Wherever                               |
| 2004                 | Blue feat. Elton John - Sorry Seems to Be the Hardest Word |
| 2005                 | Maroon 5 - This Love                                       |
| 2006                 | Shakira - La Tortura                                       |
| 2007                 | Rihanna - Unfaithful                                       |
| 2008                 | Rihanna - Don't Stop the Music                             |
| 2009                 | Rihanna - Disturbia                                        |
| 2010                 | Black Eyed Peas - I Gotta Feeling                          |
| 2011                 | Shakira & Freshlyground - Waka Waka (This Time for Africa) |
| 2012                 | Adele - Someone like You                                   |
| 2013                 | Psy - Gangnam Style                                        |
| 2013 (15th Edition)  | Katy Perry - Roar'                                         |
| 2014                 | Sia - Chandelier                                           |
| 2015                 | Wiz Khalifa feat. Charlie Puth - See You Again             |
| 2016                 | Justin Bieber - Love Yourself                              |
| 2017                 | Luis Fonsi feat. Daddy Yankee & Justin Bieber - Despacito  |
| 2018 (20th Edition)  | Maroon 5 - Girls Like You                                  |
| 2019                 | Shawn Mendes feat. Camila Cabello - Señorita               |
| 2020 (Paris Edition) | Master KG feat. Nomcebo Zikode - Jerusalema                |
| 2021                 | Ed Sheeran - Bad Habits                                    |
| 2022                 | Harry Styles - As It Was                                   |
| 2023                 | Miley Cyrus - Flowers                                      |